# Adolphe Menjou
Adolphe Jean Menjou (ur. 18 lutego 1890 w Pittsburghu, zm. 29 listopada 1963 w Los Angeles) – amerykański aktor, nominowany do Oscara za rolę w filmie Strona tytułowa.

## Życiorys
Urodził się w rodzinie katolickiej o korzeniach francuskich i irlandzkich. Ukończył Culver Military Academy i Uniwersytet Cornella, gdzie otrzymał dyplom inżyniera. Zaczął występować wraz z trupą wodewilową, w filmie debiutował w 1914 roku rolą w The Acid Test. Podczas I wojny światowej służył jako kierowca ambulansu.
Powróciwszy z wojny, wystąpił w The Sniper, Trzech muszkieterach (1921), Tancerce hiszpańskiej (1923) u boku Poly Negri i Paryżance w reżyserii Charliego Chaplina. Jego kariera nabrała tempa wraz z rozwojem filmu dźwiękowego - wystąpił u boku Marleny Dietrich w filmie Maroko. Następnie w 1931 roku został nominowany do Oscara za rolę w filmie Strona tytułowa. W 1960 roku wystąpił w filmie Pollyanna u boku Hayley Mills.
W 1947 roku Menjou aktywnie brał udział w polowaniu na komunistów w Hollywood. Wraz z aktorką Barbarą Stanwyck i jej mężem Robertem Taylorem został członkiem House Committee on Un-American Activities.
W roku 1948 wydał autobiografię It Took Nine Tailors. Zmarł na zapalenie wątroby. Został pochowany na Hollywood Forever Cemetery.
Aktor ma swoją gwiazdę w Hollywoodzkiej Alei Sław pod numerem 6822.

## Filmografia
- 1917: Wild and Woolly (niewymieniony w czołówce)
- 1921: Szejk jako doktor Raoul de St. Hubert
- 1921: Trzej muszkieterowie jako Ludwik XIII
- 1923: Bella Donna jako pan Chepstow
- 1923: Paryżanka jako Pierre Revel
- 1923: Hiszpańska tancerka jako Don Salluste
- 1924: Cienie Paryża jako Georges de Croy, sekretarz ministra
- 1924: Zakazany raj jako kanclerz
- 1930: Maroko jako Monsieur La Bessière
- 1932: Two White Arms jako major Carey Liston
- 1932: Pożegnanie z bronią jako major Rinaldi
- 1933: Poranna chwała jako Louis Easton
- 1936: Mleczna droga jako  Gabby Sloan
- 1937: Narodziny gwiazdy jako Oliver Niles
- 1937: Ich stu i ona jedna jako John Cardwell
- 1937: Obcym wstęp wzbroniony jako Anthony Powell
- 1939: Złoty chłopiec jako Tom Moody
- 1942: Moja najmilsza jako  Eduardo Acuña
- 1943: Hi Diddle Diddle jako pułkownik Hector Phyffe
- 1947: Handlarze jako pan Kimberly
- 1950: Uszczęśliwić kobietę jako Gregg
- 1951: Missouri jako Pierre
- 1957: Ścieżki chwały jako generał dywizji George Broulard, dowódca korpusu